# Material Design

Logo di Material Design

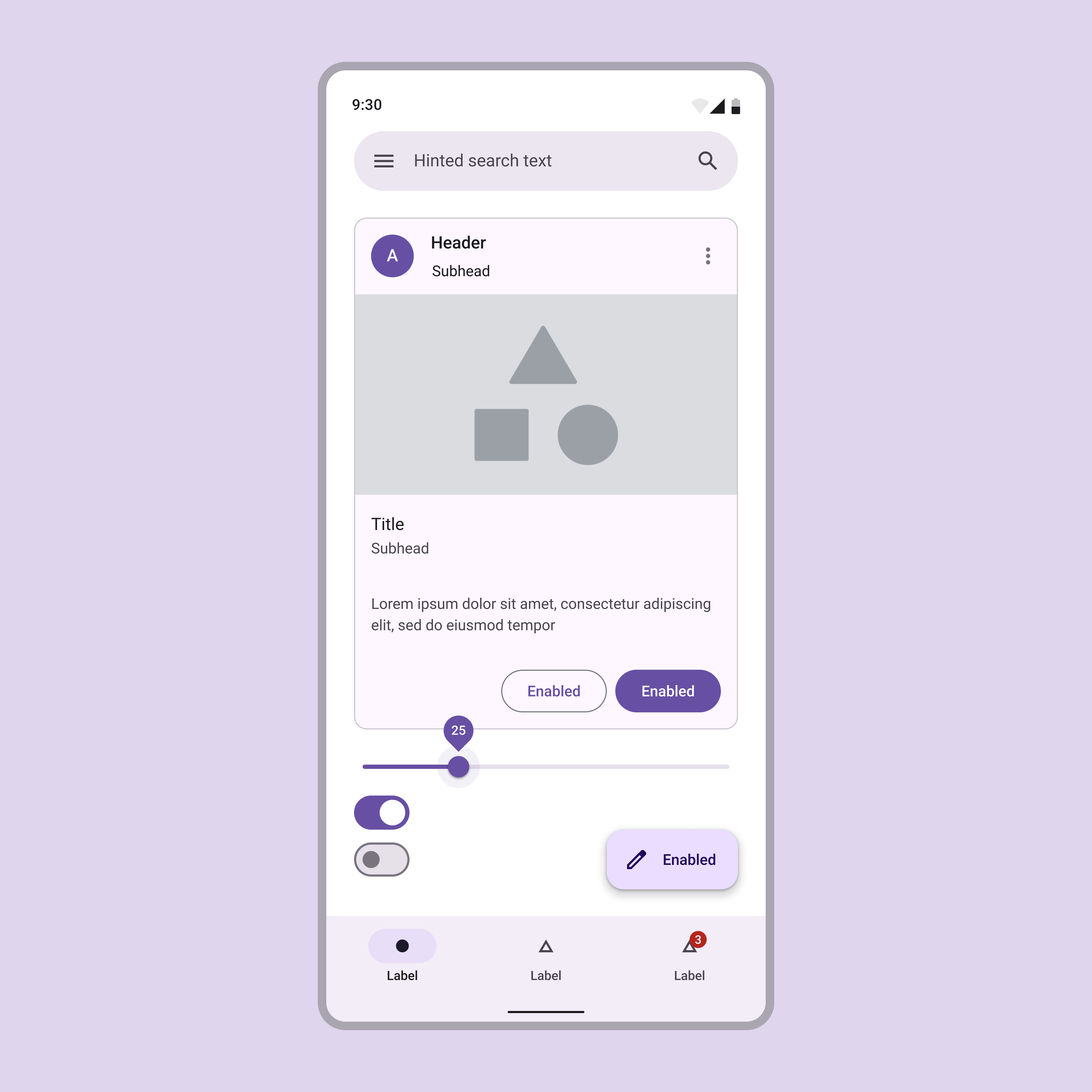
Alcuni componenti tipici dell'interfaccia utente Material Design 3 su Android 12

Il Material Design (nome in codice Quantum Paper) è un design sviluppato da Google, annunciato il 25 giugno 2014 in occasione del Google I/O. Espandendo i motivi sulle "schede" già in uso su Google Now, le regole di progettazione del Material Design si concentrano su un maggiore uso di layout basati su una griglia, animazioni e transizioni ed effetti di profondità come l'illuminazione e le ombre.
Il designer Matías Duarte ha spiegato che, "a differenza della carta vera, il nostro materiale digitale può espandersi e cambiare in modo intelligente. Il Material Design ha bordi ed una superficie fisica. Le sovrapposizioni e le ombre danno informazioni  su ciò che si può toccare e come si muoverà", Google afferma che il loro nuovo linguaggio di design è basato su carta e inchiostro.
Il Material Design è supportato nativamente a partire da Android 5.0, ma può essere utilizzato nelle versioni precedenti attraverso la libreria v7 appcompat disponibile agli sviluppatori. Il Material Design  sarà progressivamente esteso a tutta la gamma di Google, web e prodotti mobile, in modo da fornire un'esperienza coerente su tutte le piattaforme e applicazioni.  Google ha rilasciato anche l'interfaccia di programmazione di un'applicazione (API) per gli sviluppatori di terze parti per integrare il design nelle loro applicazioni.
A partire dal 2015, la maggior parte delle applicazioni mobili di Google per Android hanno applicato il nuovo linguaggio di design, tra cui Gmail, YouTube, Google Drive, Google Documenti, Google Maps, Inbox, tutte le applicazioni Google Play, e con una minore misura il browser Chrome e Google Keep. È stato incorporato anche nelle interfacce desktop web di Google Drive, Documenti Google, Fogli Google, Presentazioni Google, Google Analytics, Google Developers e Inbox.
L'implementazione canonica del Material Design per le interfacce utente delle applicazioni Web è chiamata Polymer. Si tratta della libreria Polymer, una shim che fornisce componenti web API per browser che non implementano nativamente questo standard, e un catalogo elementi, tra i quali il "paper elements collection" che contiene elementi del Material Design.

## Integrazione
L'implementazione più popolare di Material Design è quella con il framework Bootstrap, un software libero per la creazione di siti e applicazioni web reattive ed adattive. Combinando le funzionalità Bootstrap con l'estetica del Material Design, sono nati strumenti che soddisfano alti standard di design. Un esempio sono MaterializeCSS e Material Design for Bootstrap, kit di interfaccia utente che forniscono una serie di modelli di pagina, layout, componenti e widget intuitivi e reattivi per creare rapidamente pagine web basate su modelli di Material Design.

## Evoluzione

### Material Design 2 (Google Material Theme)
Dopo il rinnovamento del 2018, Google ha iniziato a riprogettare la maggior parte delle proprie app in una versione personalizzata e adattata di Material Design chiamata Google Material Theme, soprannominata anche "Material Design 2", che enfatizza fortemente lo spazio bianco, gli angoli arrotondati, le icone colorate, le barre di navigazione in basso e utilizza una speciale versione ottimizzata per le dimensioni del carattere Product Sans proprietario di Google chiamato Google Sans.

### Material Design 3 (Material You)
Al Google I/O di maggio 2021, venne annunciato questa revisione su Android 12 noto come "Material You" (noto anche come "Material Design 3"), sottolineando una maggiore animazione, pulsanti più grandi e la possibilità di generare temi dell'interfaccia utente personalizzati dallo sfondo dell'utente. Material You è stato gradualmente distribuito a varie app Google su versioni precedenti di Android nei mesi successivi e ha agito come focus principale sulle serie di smartphone Pixel 6 e Pixel 6 Pro.

### Material 3 Expressive
All'Android Show: I/O Edition di maggio 2025, Google ha annunciato "Material 3 Expressive" per Android 16 e Wear OS 6. Questa versione di Material Design condivide alcune somiglianze con la sua predecessora, ma ha un'animazione migliorata ed è più colorata e moderna.